# Rue Paul-Gervais
La rue Paul-Gervais est une voie du 13e arrondissement de Paris, en France.

## Situation et accès
La rue Paul-Gervais est une voie publique située dans le 13e arrondissement de Paris. Elle débute au 40, rue Corvisart et se termine au 72, boulevard Auguste-Blanqui.

## Origine du nom
Elle porte le nom du naturaliste Paul Gervais (1816-1879).

## Historique
Cette rue est ouverte par la Ville de Paris en 1891 et prend sa dénomination actuelle par décret en date du 26 décembre 1893.